# Orlîkivka, Semenivka
Orlîkivka (în ucraineană Орликівка) este localitatea de reședință a comunei Orlîkivka din raionul Semenivka, regiunea Cernihiv, Ucraina. În secolul al XIX-lea, satul făcea parte din volostul Semenivka, uezdul Novozybrkov.

## Demografie
Componența lingvistică a localității Orlîkivka
     Ucraineană (96%)
     Rusă (3,11%)
     Alte limbi (0,44%)
Conform recensământului din 2001, majoritatea populației localității Orlîkivka era vorbitoare de ucraineană (96%), existând în minoritate și vorbitori de rusă (3,11%).